# Arcangues
Arcangues (tiếng Basque: Arrangoitze) là một xã thuộc tỉnh Pyrénées-Atlantiques trong vùng Aquitaine của Pháp.
Là quê hương của Marquis d'Arcangues, lâu đài Arcangues của ông đã được dùng làm trụ sở của Công tước của Wellington trong tháng 12 năm 1813 trong thời kỳ các cuộc chiến Nive thuộc chiến tranh Bán đảo. Trong thời kỳ Đức chiếm đóng Pháp trong chiến tranh thế giới thứ 2, Đức Quốc xã đã dùng tòa lâu đài làm doanh trại.